# Michel Martens
Michel Martens (Zuid-Wervik (Frankrijk), 24 maart 1921 - Brugge, 15 december 2006) was een belangrijk Vlaams-Belgische glaskunstenaar in de tweede helft van de 20e eeuw.

## Levensloop
Martens werd geboren aan de Frans-Belgische grens in Frans-Vlaanderen. Nog in zijn geboortejaar verhuisde het gezin Martens naar Wervik in België. Op achttienjarige leeftijd koos hij voor de Belgische nationaliteit en stelde hij voor het eerst tentoon als kunstschilder.
Na de Tweede Wereldoorlog wilde hij leven als kunstschilder en zijn geld verdienen met het maken van glasramen. Zijn eerste opdracht in 1947 voor de Zusters van Liefde in Wervik betekende het einde van zijn schilderliefde. Vanaf dan werd glas zijn geliefkoosde medium.
Zo maakte hij glasramen voor de kathedraal van de Witte Paters in Costermansstad (huidige Bukavu), Congo, het Pius X-studentenhuis in Leuven, de HH. Sint-Petrus-en-Pauluskerk in Oostende, de kloosterkerk van de Arme Klaren in Oostende, de Onze-Lieve-Vrouwkerk in Kortrijk, de HH. Martinus en Adèlekerk in Orp-le-Grand, de Sint-Michielskerk, de Heilig Hartkerk te Hasselt en de Sint-Baafskathedraal in Gent.

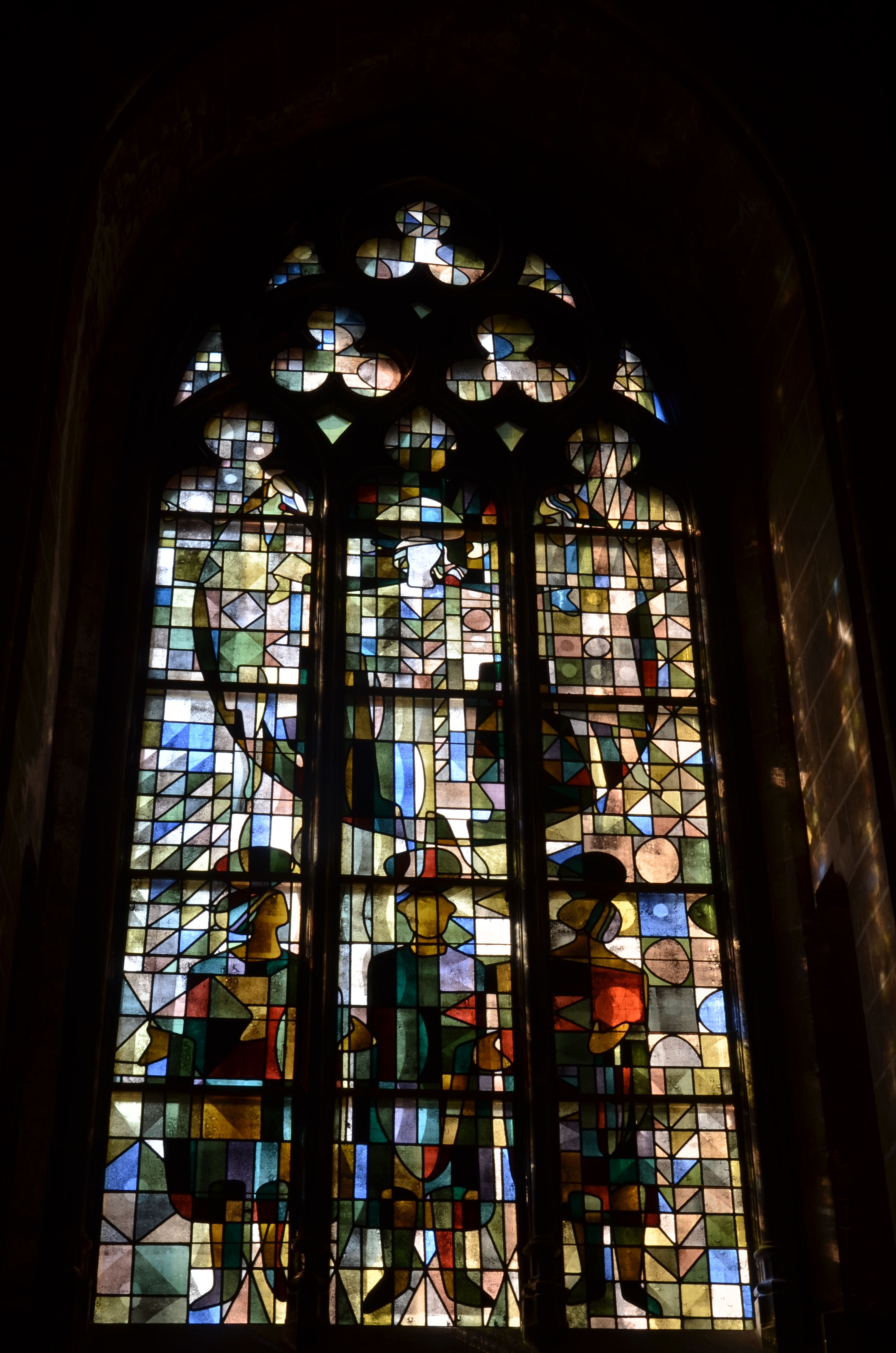
Sint-Petrus-en-Pauluskerk (Oostende)
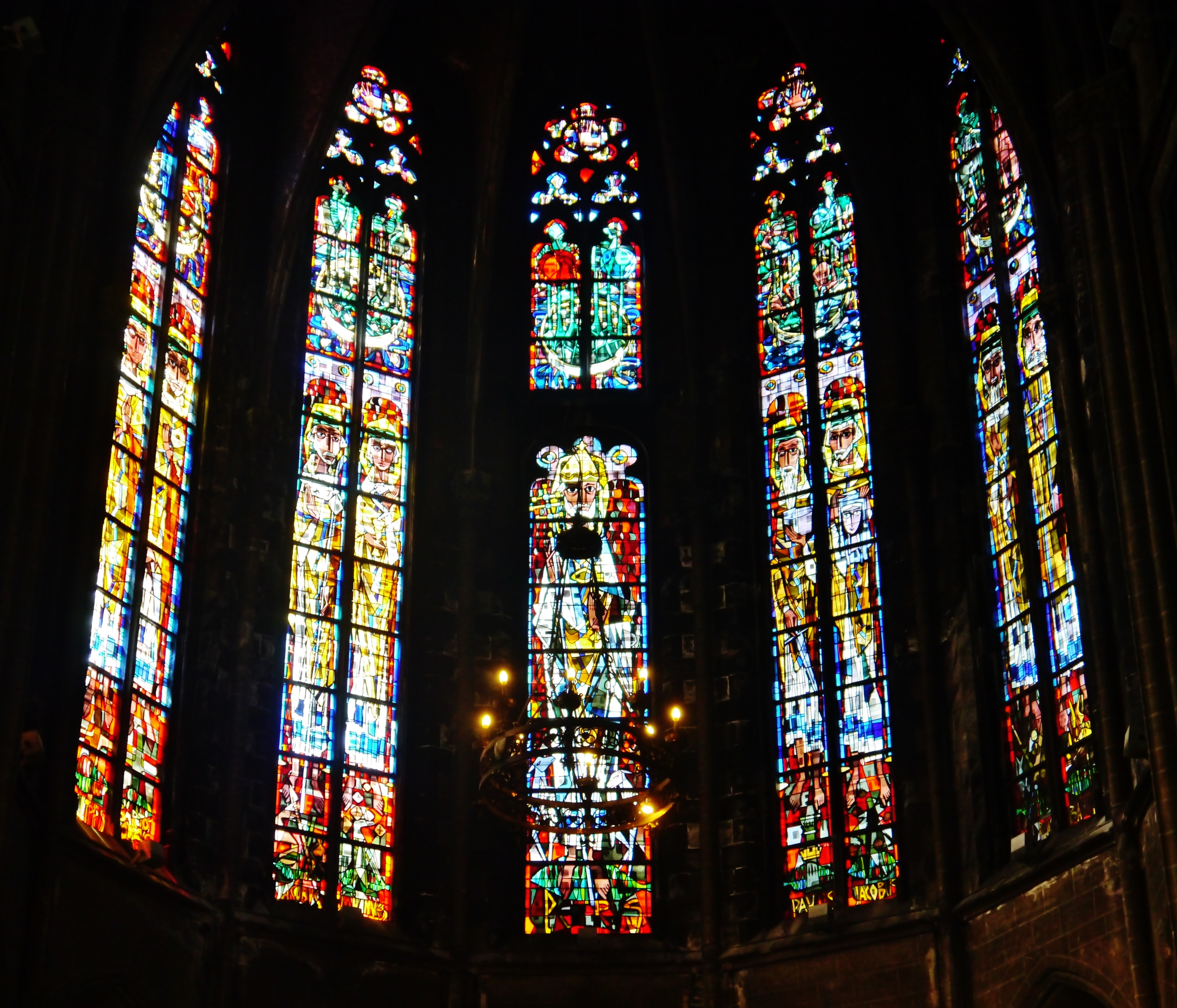
Oostende
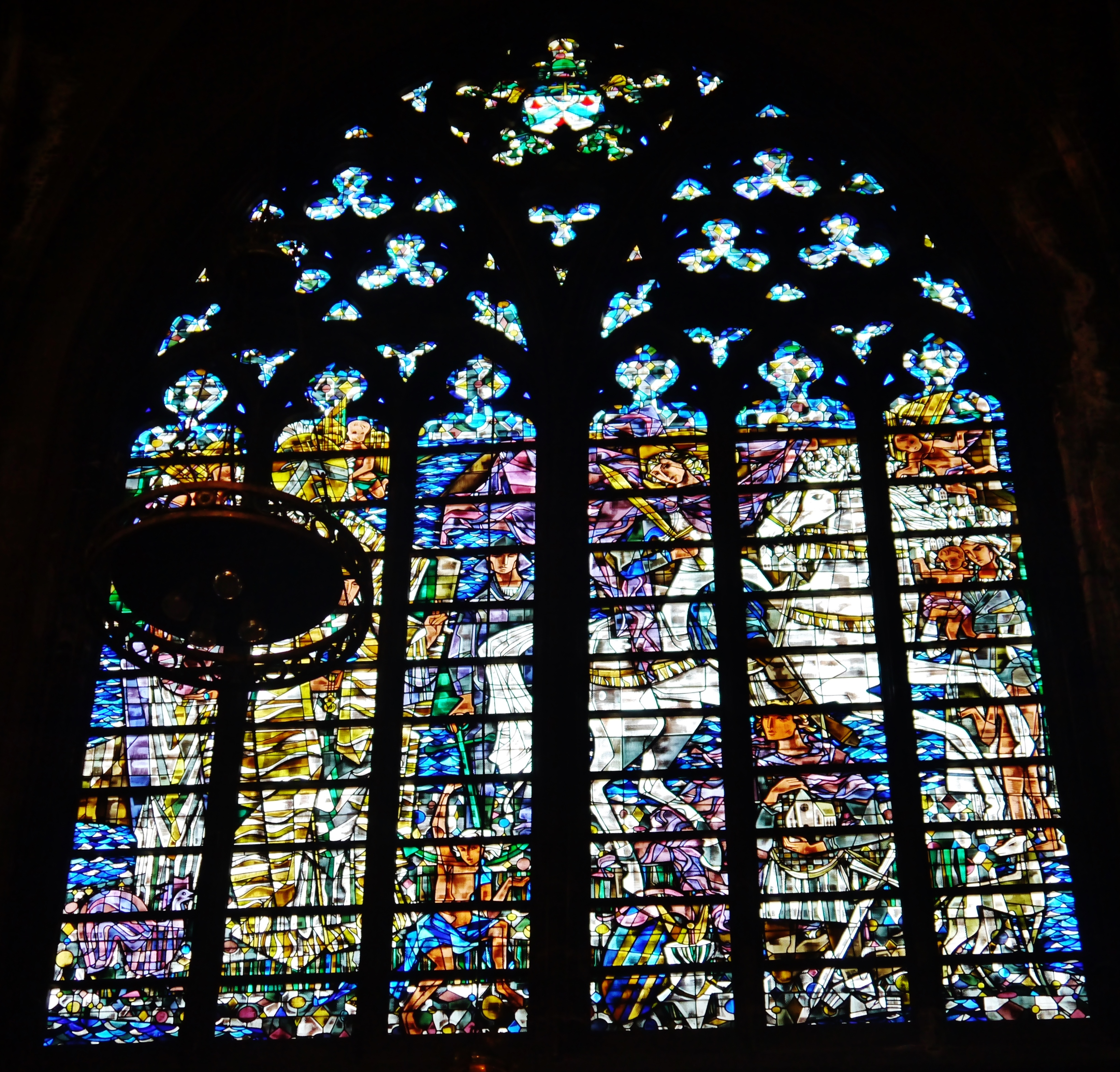
Oostende
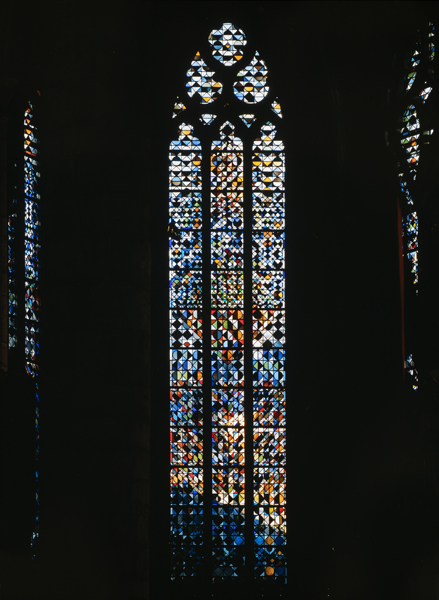
Sint-Michielskerk (Gent)

## Spiegelsculpturen
In 1970 presenteerde hij voor het eerst zijn spiegelreliëfs, die in 1978 evolueerden tot zijn befaamde spiegelsculpturen. In 1979 stopte hij definitief met het vervaardigen van glas-in-lood.
In 1980 stelde hij een innovatieve vorm van glasraam voor dat gekenmerkt is door een volledig isolerende, dubbele beglazing. Het glasraam is zowel met daglicht als met kunstlicht te bekijken en is zowel van binnen als buiten zichtbaar. Het is doorschijnend, reflecterend en weerspiegelend. In 1987-1989 maakte hij voor Flanders Expo Gent met deze techniek het grootst mogelijke haalbare glasraam. Het glasraam hangt in de inkomhal van Flanders Expo.

## Kunstambachten
Daarnaast zette Martens zich in voor de kunstambachten en de promotie ervan. Van 1971 tot 1973 was hij stichtend lid en voorzitter van de Crafts Council.
Van 1992 tot 1995 leidde hij als voorzitter de Commissie Kunstambachten van het VIZO Dienst Vormgeving. Dit was de voorganger van de Expertgroep Vormgeving van Design Vlaanderen, die advies geeft over de subsidies uitgereikt door Design Vlaanderen.

## Eerbetoon
Michel Martens (Brugge) en Armand Blondeel (Gent) droegen bij tot de nieuwe bloei met hun respectievelijke realisaties voor 'Expo 58' waarvoor beiden bekroond werden.
Sinds 1979 was Martens lid van de Koninklijke Academie voor Wetenschappen, Letteren en Schone Kunsten van België.
In 1995 won hij de Henry Van de Velde Prijs voor zijn volledige oeuvre.
Tussen 1947 en 1984 realiseerde Michiel Martens meer dan 6000 m² glasramen ook in samenwerking met ontwerpers L.C.Crespin en L.M.Londot.en behoort zo tot de meest productieve glazeniers van het land.
Realiseert ook glasramen in samenwerking met architect Paul Felix in meerdere monumentale opdrachten.
In 1999 werden zijn huis en zijn atelier in Sint-Andries als monument beschermd, met inbegrip van het archief, het meubilair en 126 kunstwerken.
Martens had verhoopt dat dit een permanent museum met kunst- en documentatiecentrum zou kunnen worden, maar na zijn dood bleek geen enkele overheidsinstantie of privévereniging, noch de erfgenamen, bereid om de financiële last hiervan op zich te nemen. De bescherming werd op 21 december 2011 opgeheven en de gebouwen werden gesloopt. Het archief werd toevertrouwd aan het KADOC in Leuven. De kunstwerken werden verspreid.